# Ein Sternenzelt aus Stuck
Ein Sternenzelt aus Stuck (Originaltitel: Ispod tavanice koja se ljuspa) ist ein Roman von Goran Petrović. Er erschien erstmals 2010 bei Novosti in Belgrad. Die deutschsprachige Übersetzung von Mirjana und Klaus Wittmann erschien 2013 bei dtv in München.

## Inhalt
Der Roman beschreibt die Geschichte des Kinos Uranija in der serbischen Kleinstadt Kraljevo, das später in Sutjeska umbenannt wird, von der Eröffnung 1932  bis zur Schließung im Jahre 1991.
Das Kino wurde 1932 als Teil des Hotels Jugoslavija eröffnet und dessen Architektur charakterisiert sich durch eine schön verzierte Stuckdecke. Bauherr war der Schuhmacher Laza Jovanović, der nach dem Ende des Ersten Weltkriegs ein Kontingent alter Armeestiefel günstig erworben hat und durch dessen Weiterverkauf Reichtum erlangt hat. Ein anderer Pionier war der tschechischstämmige Rudi Prohaska, der in der Türkei das Handwerk des Filmvorführens erlernt hat. Er war als Filmvorführer tätig und auch für die Filmauswahl zuständig.
Außerdem werden weitere Personen genannt, die mit dem Kino in Verbindung standen. Es werden auch die Gäste, die regelmäßig zu den Filmvorführungen kamen genannt. Darunter ist ein junger Roma, der für seinen Freund, der Analphabet ist, die Untertitel laut vorlesen muss, aber selbst schlecht lesen kann und beginnt, sich selbst Dialoge auszudenken. Als ein anderer Kinogast das hört, gerät er mit ihm in Streit, da dieser darauf besteht, dass dieser junge Mann die korrekte Handlung weitererzählt. Unter den Kinogästen ist außerdem die Familie des Konditors Ibrahim, der als Letzter in der Stadt an der kyrillischen Schrift festhält.
Im Jahre 1980 versammeln sich all diese Gäste zu einer Vorführung, die aber abgebrochen wird, da an diesem Tag Josip Broz Tito verstorben ist. Der Leser erfährt anschließend über die Schicksale einzelner Figuren in der neuen Ära Jugoslawiens bzw. Serbiens.
Bedingt durch die wirtschaftlichen Schwierigkeiten, unter denen das Land leidet, wird 1991 der Betrieb eingestellt. Zum Abschied gibt es eine Torte mit der kyrillischen Aufschrift „TXE EHД“ (THE END).

## Kritik
„Und überhaupt: Dieser Roman ist eine Hommage an die alte Kultur des Filmeschauens, als noch das Kino die einzige Ausflucht aus Tristesse und Eintönigkeit bot und der Zuschauer bis zum Ende des Abspanns respektvoll in seinem Sessel sitzen blieb. Goran Petrovic verwendet viel Charme und Liebe, um sein Figurenpersonal zu beschreiben. Die kuriosen Gestalten sind dabei jugoslawische Urtypen: dreiste Schlitzohren, unterfinanzierte Intellektuelle, streitlustige Sonderlinge oder stolz die kommunistische Uniform tragende Militärs.“

## Wissenswertes
Die Geschichte vom Aufstieg und Verfall eines Kinos in einer Kleinstadt erzählt auch der mehrfach preisgekrönte Film Cinema Paradiso von Giuseppe Tornatore aus dem Jahre 1988.

## Ausgaben
- Goran Petrović: Ein Sternenzelt aus Stuck. Roman. Aus dem Serbischen von Mirjana und Klaus Wittmann. München, dtv, 2013. ISBN 978-3-423-24970-6